# De staart van de Marsupilami
De staart van de Marsupilami is een stripalbum uit de reeks Marsupilami. Het verscheen voor het eerst in 1987 bij uitgeverij Marsu Productions.

## Verhaal
Jager Bring M. Backalive probeert in de jungle van Palombië een marsupilami te vangen. Hij wordt daarbij geholpen door Precioso Bombonera, kapitein van een rivierboot, diens inlandse machinist en de indiaan Thaaswheervergeete.

## Achtergrond
André Franquin ontmoette de jonge tekenaar Batem (pseudoniem van Luc Collin) in de tekenfilmstudio SEPP bij een project voor een tekenfilm rond de figuur van de Marsupilami. Toen werd voorgesteld een eigen reeks rond dit personage te starten, stelde Franquin Batem voor als tekenaar omdat hij het zelf niet zag zitten opnieuw lange stripverhalen te tekenen. Batem werkte nauw samen met Franquin voor het tekenwerk. Franquin maakte schetsen en verbeterde de schetsen van Batem. Voor het scenario werd Greg aangezocht, die al eerder met Franquin had samengewerkt voor Robbedoes en Kwabbernoot. Franquin vroeg hem het personage van Bring M. Backalive, dat al had opgetreden in een kortverhaal, terug te gebruiken.